# Döbrösi Laura
Döbrösi Laura (Budapest, 1993. január 25. –) magyar színésznő és énekes.

## Élete
Tízéves kora óta dolgozik filmforgatásokon, tizenkét évesen lett Földessy Margit Színjáték- és Drámastúdiójának tanítványa és tagja. Gimnáziumi tanulmányai mellett jelmez-díszlettervezést is tanult, OKJ-s tanfolyam keretei közt. Négy évig az ELTE nemzetközi tanulmányok szakos hallgatója volt, diplomáját 2020-ban szerezte meg. 14 éven át tanult klasszikus zongorát, 2012 óta tanul klasszikus éneket. A színészkedés mellett több zenei projektje is fut. Aranykalászos gazda végzettséggel is rendelkezik.

## Szerepei

### Film/TV
| Év        | Film címe                           | Szerep              | Rendező                      |
| --------- | ----------------------------------- | ------------------- | ---------------------------- |
| 2025      | Egykutya                            | Patika              | Deák Kristóf                 |
| 2024      | Borotvaélen táncolva                |                     | Hódi Jenő                    |
| 2024      | Az alku                             |                     | Hódi Jenő                    |
| 2023      | Vigyél el                           | Rozi                | Oláh Kata                    |
| 2023      | A Király                            | Kincső              | Kovács Dániel Richárd        |
| 2022      | A játszma                           | Hadnagy az irodában | Fazakas Péter                |
| 2022      | Pacsirta                            | Lator Margit        | Paczolay Béla                |
| 2022      | Az unoka                            | Zsuzsi              | Deák Kristóf                 |
| 2021–     | A mi kis falunk                     | Hajdu Anikó         | Kapitány Iván, Lóth Balázs   |
| 2019      | Piros vonal                         | Anna                | Kiliána Kilián               |
| 2018      | Örök tél                            | Anna                | Szász Attila                 |
| 2017      | Eszter                              | Sophie              | Máté Boegi                   |
| 2017      | A rossz színész                     | Wanda               | Márton Dániel                |
| 2017      | Árulók                              | Vali                | Fazakas Péter                |
| 2016      | IM perfect                          | 2046 (Ursula)       | Koszti Zsuzsó                |
| 2015–2018 | Aranyélet                           | Miklósi Mira        | Dyga Zsombor, Mátyássy Áron  |
| 2015      | Félvilág                            | Szebeni Kató        | Szász Attila                 |
| 2015      | Egynyári kaland                     | Fanni               | Dyga Zsombor                 |
| 2015      | Las aventuras del capitán Alatriste | Dama de la Reina    |                              |
| 2014      | Couch Surf                          | Lolita              | Dyga Zsombor                 |
| 2013      | A régi házban                       | Nagyági             | Gödrös Frigyes               |
| 2013      | Társas Játék                        | Petra               | Herendi Gábor, Fazakas Péter |
| 2012      | A Krónikás                          | Lilly               | Köves Krisztián Károly       |
| 2007      | Netkori                             | Jurek Ancsa         | Elek Ottó                    |
| 2006      | Szeszélyes                          |                     |                              |
| 2006      | Klipperek                           | Melissa             |                              |
| 2005      | Pipitér                             | műsorvezető         |                              |
| 2004      | Képben vagyunk?!                    | műsorvezető         |                              |
| 2004      | Mi, szemüvegesek                    | Szabó Zsuzsi        | Takács Vera                  |

### Színház
- Tracy Letts: Augusztus Oklahomában (Jean Fordham); Vígszínház, 2009 - 2014, rendezte: Eszenyi Enikő
- Molnár Ferenc: Üvegcipő (Irma); SZINDRA társulat, 2013 - 2014, rendezte: Földessy Margit
- Jose Fernandez - Steve Margoshes - Jacques Levy: Fame - A musical (Carmen Diaz); a SZINDRA társulat vizsgaelőadása, 2012, rendezte: Földessy Margit
- ifj. Sebő Ferenc - Toepler Zoltán: Nácy - zenés kutyakomédia; Budapesti Anarchista Színház, 2016, rendezte: ifj. Sebő Ferenc
- John Sable: Többszörös Orgazmus (Zoé); Budapesti Anarchista Színház, 2016 óta, rendezte: ifj. Sebő Ferenc
- Tóth Réka Ágnes: Így viszik át - Nyáry Krisztián alapján; Mozsár Műhely, 2017 óta, rendezte: Erdeős Anna
- Időfutár - Pesti Magyar Színház, 2018 óta, rendezte: Tasnádi Csaba

## Zene
- Wegyes zenekar (vokál, ének, billentyű, ritmushangszerek); 2007 - 2010
- Willany Leó Improvizációs Táncműhely (ének); 2010 -
- G.I.T.T. - Gangaray Improvizációs Tánc Találkozó (ének); 2013 -
- Maday Tímea Kinga - Hámor József (Gangaray Dance Company): Egy rózsa hangjai (ének); Bethlen Téri Színház; 2014
- MR2 Akusztik - Turbo zenekar (vendégfellépő - ének, vokál); 2015
- Mellettünk - Grecsó Krisztián és Grecsó Zoltán összművészeti estje (ének, ritmushangszerek); Orlai Produkció, 2014-
- Surfalone - ének, vokál, dalszöveg, 2018